# François Chau
 (mars 2020).
Si vous disposez d'ouvrages ou d'articles de référence ou si vous connaissez des sites web de qualité traitant du thème abordé ici, merci de compléter l'article en donnant les références utiles à sa vérifiabilité et en les liant à la section « Notes et références ».
François Chau (né le 26 octobre 1959 à Phnom Penh) est un acteur américano-cambodgien. Il est connu pour son rôle du Dr Pierre Chang dans le feuilleton télévisé Lost : Les Disparus, de Shredder dans le film Les Tortues Ninja 2 : Les héros sont de retour et de l'homme d'affaires Jules-Pierre Mao dans la série The Expanse.

## Biographie
François Chau est né à Phnom Penh, au Cambodge. Il a six ans quand sa famille déménage à Saïgon (Hô-Chi-Minh-Ville, avant de venir en France l'année suivante, fuyant la guerre du Vietnam. Un an plus tard, il s'installe à Washington D.C., où il est scolarisé jusqu'à l'obtention de son diplôme.
Au cinéma, il joue le rôle de Shredder dans Les Tortues Ninja 2 : Les héros sont de retour.
Il participe également aux films : Rapid Fire, Nom de code : Nina, L'Arme fatale 4, Rescue Dawn, 21 and Over, Un voisin trop parfait et Birds of Prey.
A la télévision, il a joué les rôles du Dr Pierre Chang dans Lost : Les Disparus, de Jules-Pierre Mao dans The Expanse et de Walter dans The Tick.
Il a fait également des apparitions dans les séries : Stargate SG-1, 24 heures chrono, Alias, Grey's Anatomy, Urgences, Mentalist, X-Files, Castle et The Penguin.
En plus de l'anglais, il parle couramment le français.

## Filmographie

### Télévision
- 1985 : G.I. Joe: Héros sans frontières (11 épisodes) : Quick Kick (voix)
- 1987 : Capitaine Furillo (Hill Street Blues) (1 épisode) : Emperor Leader
- 1988 : Vietnam War Story (1 épisode) : Jojo
- 1988 : Shootdown (en) : L'homme Coréen #1
- 1989 : L'Enfer du devoir (Tour of Duty) (1 épisode) : l'homme Vietnamien
- 1989 : Karaté Kid (1 épisode)
- 1989 : Un flic dans la mafia (Wiseguy) (1 épisode)
- 1990 : China Beach (1 épisode) : Souris blanche
- 1990 : Hiroshima: Out of the Ashes (en) (téléfilm) : Capt. Fukuda
- 1991 : Rick Hunter (1 épisode) : Edward Chong
- 1991 : Flash (1 épisode) : Johnny Choi
- 1991 : Alerte à Malibu : Tadashi
- 1991 : MacGyver (1 épisode) : Chi
- 1991 : La Voix du silence (Reasonable Doubts) (1 épisode) : Joey
- 1992 : Tequila et Bonetti (1 épisode) : membre du gang
- 1992 : Les Visiteurs de l'au-delà (Intruders) (2 épisodes) : technicien de laboratoire
- 1993 : Wild Palms (3 épisodes) : Hiro
- 1994 : Viper (1 épisode) : Bobby Murabito
- 1994 : Brisco County (1 épisode) : Aide
- 1994 : Time Trax (en) (1 épisode) : Cano Chan
- 1995 : Tokyo Bound (téléfilm) : voix masculine
- 1996 : Shattered Mind (téléfilm) : résident
- 1996-1997 : Urgences (E.R.) (2 épisodes) : neurochirurgien
- 1996 : Goode Behavior (en) (1 épisode)
- 1997 : Melrose Place (1 épisode) : homme d'affaires
- 1997 : Profit (1 épisode) : Mr Wong
- 1998 : Night Man (1 épisode)
- 1999 : Le Successeur (Sons of Thunder) (1 épisode) : Dow Long
- 1999 : Nash Bridges (1 épisode) : Albert Lee
- 2000-2001 : JAG (3 épisodes) : Kin Ku / général Chin Wa Chen
- 2000 : Walker, Texas Ranger : Chen
- 2002 : Invisible Man (1 épisode) : Chen Po Li
- 2003 : Stargate SG-1 (Saison 6, épisode 17) : ambassadeur de la république populaire de Chine auprès de l'ONU
- 2003 : Dragnet (1 épisode) : chef Edward Laseur
- 2003 : Espions d'État (The Agency) (1 épisode) : Jin-Gui Kim
- 2003 : Line of Fire (1 épisode) : Tran Mai
- 2004 : Alias : M. Cho
- 2004 : Helter Skelter - La folie de Charles Manson (téléfilm) : Dr Noguchi
- 2004 : North Shore : Hôtel du Pacifique (1 épisode) : Satoshi Ohashi
- 2005 : 24 heures chrono (1 épisode) : Consul Koo Yin
- 2005 : Grey's Anatomy : M. Chue
- 2005 - 2010 : Lost : Les Disparus : Dr Pierre Chang / Pierre Straume / Marvin Candle / Edgar Halliwax / Mark Wickmund
- 2006 : Popcorn Zen (en) (1 épisode) : Bandit
- 2006 : Numb3rs (saison 3 épisode 4) : Kaj-Jan Chen
- 2007 : The Unit : Commando d'élite : capitaine
- 2007 : Shark : Mike Wong
- 2008 : Médium (saison 4 épisode 4) : un docteur
- 2008 : Gemini Division (en) (6 épisodes) : Dr Martin Ng
- 2009 : La Nouvelle Vie de Gary (Gary Unmarried) (1 épisode) : Bobby Kim
- 2010 : The Deep End (en) (1 épisode) : Lewis Chin
- 2011 : Chuck : Guillermo Chan
- 2011 : The Chicago Code (1 épisode) : Chairman Lau
- 2011 : Franklin and Bash (1 épisode) : Mr Han
- 2011 : Castle (1 épisode) : Clifford Lee
- 2011 : Charlie's Angels (1 épisode) : Frankie Han
- 2011-2013 : Childrens Hospital (2 épisodes) : Mr Lee / Kaïju
- 2012 : NCIS : Los Angeles : Bin Thran
- 2012 : Awake (1 épisode) : John Koh
- 2012 : BFFs (2 épisodes) : le père de Jessica
- 2013 : The Ordained (téléfilm) : Howard Ping
- 2013 : La Vie secrète d'une ado ordinaire (The Secret Life of the American Teenager) : Dr Chan
- 2013 : Body of Proof (1 épisode) : Chinese Consolate
- 2013 : Nikita (1 épisode) : Dr Kang
- 2013 : Aqua Teen Hunger Force (1 épisode) : Dr Marvin Candle (voix)
- 2013 : Mentalist : M. Nguyen (saison 6, épisode 10)
- 2014 : Hawaii 5.0 (1 épisode) : Gary 'Aikapu
- 2014 : Rizzoli and Isles (1 épisode) : Harold Chen
- 2014 : Esprits criminels (1 épisode) : Dr Jack Chun
- 2014 : Bones (1 épisode) : Victor Lee
- 2015 : Major Crimes (1 épisode) : Raymond Phan
- 2015 - 2017 : Agent K.C. : Zane Willis
- 2015 - 2018 : The Expanse : Jules-Pierre Mao
- 2016 : Grand Junction : Jae Kim
- 2016 : Aquarius (1 épisode) : South Vietnamese Consul
- 2016 : Berlin Station (1 épisode) : Peter Shipley
- 2017 : MacGyver (1 épisode) : Richard Sang
- 2017 - 2019 : The Tick : Walter
- 2018 : X-Files (1 épisode) : Peter Wong
- 2019 : Veronica Mars (1 épisode) : Hu
- 2021 : Good doctor (1 épisode, saison 5, épisode 5) : Leonard Song
- 2023 : Code Quantum (1 épisode) : Louis Tann
- 2024 : The Penguin : Feng Zhao

### Cinéma
- 1987 : G.I. Joe: The Movie de Don Jurwich (vidéo) : Quick Kick (Voix)
- 1989 : Le Triangle de Fer : Capt. Duc, ARVN
- 1991 : Les Tortues Ninja 2 : Les héros sont de retour : Shredder
- 1992 : Rapid Fire : Farris
- 1993 : Nom de code : Nina : Agent de sécurité
- 1994 : Sous le signe du tigre (en) (Blue Tiger) : Soya
- 1995 : FBI, un homme à abattre (No Way Back) de Frank Cappello : Gim Takakura
- 1997 : Le Ninja de Beverly Hills : Izumo
- 1997 : City of Crime : Oncle Luc
- 1997 : Wounded : Mr Lee
- 1997 : Chinese Box : Mr Wong
- 1998 : L'Arme fatale 4 : Four Father Li Lum Chung
- 1999 : American Triade (Paper Bullets) : Yang
- 1999 : Gojira ni-sen mireniamu (voix)
- 2000 : What's Cooking? : Duc Nguyen
- 2000 : Deep Core : Crewmember
- 2003 : Paris : Mr Kim
- 2006 : 11-Septembre - Dans les tours jumelles : Hong Zhu
- 2006 : Rescue Dawn : Gouverneur de Province
- 2009 : The Lodger : Sam
- 2009 : Une idée de génie : Mr Chow
- 2009 : Points de rupture : Boucher (non-crédité)
- 2013 : 21 and Over : Dr Chang
- 2014 : Office Ninja : Kenji
- 2015 : Un voisin trop parfait : Detective Johnny Chou
- 2016 : The Last Tour : Col. Tran
- 2020 : Birds of Prey de Cathy Yan : M. Keo
- 2023 : Boy Kills World de Moritz Mohr : la voix du chaman

### Court-métrage
- 1986 : Kusei: Endangered Species : Alien (voix)
- 1986 : Chisai Samurai : Bandit 1
- 1997 : Visas and Virtue : Assistant décoration
- 1999 : At Face Value : Kee Sung Park
- 2006 : No.6 : Yoon
- 2010 : Deadbeat : le père
- 2014 : A Day of Havoc : Doom

## Jeu vidéo
- 1994 : Wing Commander III : Cœur de tigre : Lieutenant Winston Chang
- 1995 : Wing Commander IV : Le Prix de la liberté: Lieutenant Winston Chang
- 2000 : Starlancer : Ronin Wing Leader
- 2012 : XCOM: Enemy Unknown : Dr Shen
- 2016 : XCOM 2 : Raymond Shen
- 2020 : Ghost of Tsushima : Sensei Ishikawa